# Aedes tahoensis
Aedes tahoensis är en tvåvingeart som beskrevs av Dyar 1916. Aedes tahoensis ingår i släktet Aedes och familjen stickmyggor.
Artens utbredningsområde är Kalifornien. Inga underarter finns listade i Catalogue of Life.